# (5294) Onnetoh
(5294) Onnetoh es un asteroide perteneciente al cinturón de asteroides, descubierto el 3 de febrero de 1991 por Kin Endate y el también astrónomo Kazuro Watanabe desde el Observatorio de Kitami, Hokkaidō, Japón.

## Designación y nombre
Designado provisionalmente como 1991 CB. Fue nombrado Onnetoh en homenaje al pequeño lago Onnetoh ubicado en el parque nacional Akan en el este de Hokkaido. El lago, rodeado de montañas volcánicas, tiene 4 km de circunferencia y se encuentra a 620 metros sobre el nivel del mar.

## Características orbitales
Onnetoh está situado a una distancia media del Sol de 2,866 ua, pudiendo alejarse hasta 3,239 ua y acercarse hasta 2,492 ua. Su excentricidad es 0,130 y la inclinación orbital 17,78 grados. Emplea 1772,33 días en completar una órbita alrededor del Sol.
El próximo acercamiento a la órbita terrestre se producirá el 19 de marzo de 2139.

## Características físicas
La magnitud absoluta de Onnetoh es 12,1. Tiene 12,655 km de diámetro y su albedo se estima en 0,21. Está asignado al tipo espectral X según la clasificación SMASSII.